# منتخب البوسنة والهرسك تحت 18 سنة لهوكي الجليد للرجال
منتخب البوسنة والهرسك تحت سن 18 سنة لهوكي الجليد للرجال هو ممثل البوسنة والهرسك الرسمي في المنافسات الدولية في هوكي الجليد تحت سن 18 سنة.